# Упландс Весбю (община)
Община Упландс Весбюу (на шведски: Upplands Väsby kommun) е разположена в лен Стокхолм, централна Швеция с обща площ 84 km2 и население 41 449 души (към 31 декември 2013). Административен център на община Упландс Весбю е едноименния град Упландс Весбю.